# Danny Worsnop
Daniel Robert Worsnop (nascido em 4 de setembro de 1990), mais conhecido como Danny Worsnop, é um cantor e compositor britânico, vocalista da banda de rock inglesa Asking Alexandria. Possui carreira solo no gênero country. Também é vocalista do supergrupo americano de hard rock We Are Harlot.
Danny co-fundou o Asking Alexandria com o guitarrista Ben Bruce em 2008. A banda já lançou seis álbuns de estúdio, dois EP, um álbum de remixes e um curta-metragem. Ele já trabalhou com artistas como I See Stars, com One Last Breath, Memphis May Fire e Breathe Carolina, fornecendo vocais em diversas canções. Com o passar do tempo, Danny veio tendo mudanças no seu vocais limpos e guturais, sendo um vocal agressivo e profundo de metalcore no início de sua carreira, hoje tendo um alcance vocal drive alto e rouco, mais voltado ao hard rock.

## Biografia
Danny Robert Worsnop, filho de Sharon e Philip Worsnop, nascido em 4 de Setembro de 1990 no Hospital Westwood Beverley, East Yorkshire, Inglaterra. Ele viveu e foi criado na zona rural no interior da Inglaterra, na pequena aldeia de Gilbués, East Yorkshire. Ele começou a tocar música com a idade de seis anos, tocava violino e violão.
Em 2008, Worsnop conheceu o guitarrista Ben Bruce em Nottingham. Ben formou a banda End of Reason, que mais tarde viria à se tornar o Asking Alexandria.
Worsnop atualmente reside em Dallas, Texas.
Worsnop escreveu uma autobiografia intitulada "Am I Insane?", o que não foi lançado ainda. Um trecho foi lançado em 31 de julho de 2013. Worsnop começou a trabalhar em um álbum solo tendo um som diferente do que seus fãs estão acostumados. A data de lançamento para o álbum ainda é desconhecida, mas o álbum deve ser lançado pela gravadora Sumerian Records. Ele lançou uma prévia de sua canção "Photograph". Worsnop diz que "Photograph" é muito mais suave do que os álbuns do Asking Alexandria, "que é mais uma balada". "O som global é uma partida enorme do que você esperaria de Asking Alexandria e Worsnop explora um som de rock mais mainstream". Em uma conversa exclusiva, Worsnop foi convidado para citar todos os detalhes. Worsnop lançou o seu primeiro single solo, "Savior". Em seu twitter, Worsnop disse: "Espero que todos gostem. Sim, é uma balada. Tudo vai ser diferente ". Com o lançamento do single ele começou oficialmente sua carreira solo no mundo da música.
O consumo pesado de álcool e drogas afetou drasticamente o seu alcance vocal entre o álbum de estréia com o Asking Alexandria, Stand Up and Scream (2009) e o segundo álbum Reckless and Relentless (2011). Em Stand Up and Scream, seu alcance vocal e gutural foi consideravelmente maior e mais potente, como resultado, ele poderia alcançar notas incrivelmente altas, enquanto que em Reckless and Relentless seu alcance gutural era mais profundo e rasgado, sua voz soou consideravelmente mais grosseira e "embriagada" como resultado de seu "estilo rock 'n' roll" e abuso de álcool e drogas, temas que foram frequentemente retratados no álbum Reckless and Relentless. Worsnop teve um incidente em Seattle, onde ele ficou fortemente embriagado antes do show. Em um ponto, o guitarrista, Ben Bruce, durante o show, perguntou aos fãs se eles gostavam de Danny em seu estado de embriaguez que ele estava no momento, ou se eles iriam apoiá-lo por meio de reabilitação, como resultado, os fãs aplaudiram para sua reabilitação e apesar do estado de Danny, eles continuaram. No dia seguinte, Danny admitiu em seu twitter que ele tinha percebido o seu problema e seu desejo de melhorá-lo, que o levou a entrar em reabilitação, a fim de eliminar as drogas e o álcool, da qual foi um sucesso.
Perto do final de 2012, Worsnop teve uma corda vocal danificada e foi incapaz de atuar em alguns shows de sua turnê. Asking Alexandria tocou músicas sem Worsnop em vários shows até que Worsnop entrou no palco para explicar que ele danificou sua corda vocal e não seria capaz de realizar, mas que os cantores das bandas I See Stars e Attila seriam os substitutos temporariamente. Além disso, apoiando bandas como As I Lay Dying, Attila, I See Stars e Memphis May Fire. Worsnop foi enviado à um especialista vocal para ajudá-lo com suas cordas vocais para ele então voltar ao estúdio e ser capaz de terminar a gravação de voz para iniciar terceiro álbum de estúdio do Asking Alexandria e se preparar para a próxima turnê. Depois de procurar tratamento, Worsnop sentiu que ele estava no caminho para à recuperação, ele decidiu mostrar aos fãs um vídeo com um médico mostrando uma de suas últimas sessões. Após a gravação do próximo álbum, Worsnop decidiu fazer uma pausa para descansar sua voz para as próximas turnês.
Em 22 de janeiro de 2015, Danny informou via Twitter que não estaria mais assumindo os vocais da banda Asking Alexandria, o motivo é que ele iria focar totalmente no seu projeto com a banda We Are Harlot.
Em 2017, já de volta aos vocais do Asking Alexandria, a banda lançou em setembro o single "Into the Fire", e no mês seguinte "Where did It go?". O quinto álbum auto-intitulado da banda foi lançado no dia 15 de dezembro de 2017. Em 2018 á banda seguiu com suas turnês. Em 2019 a banda lançou um single intitulado "The Violence".
Em 2020 á banda lançou uma nova música, que faz parte de seu novo álbum. A música foi transmitida inicialmente pela rádio SiriusXM nos Estados Unidos, que se chama "They Don't Want What We Want (And They Don't Care)", mais informações foram divulgadas no Twitter do Ben Bruce. O novo albúm da banda, Like a House on Fire, foi lançado em 2020 pela gravadora Sumerian Records.

## Discografia

### Com Asking Alexandria

#### Álbuns de estúdio
- Stand Up and Scream (2009)
- Reckless and Relentless (2011)
- From Death To Destiny (2013)
- Asking Alexandria (2017)
- Like a House on Fire (2020)

#### EPs
- Life Gone Wild (2010)
- Stepped Up And Scratched (2011)
- Under The Influence: A Tribute To The Legends Of Hard Rock (2012)

#### Demos
- Demo (2008)

### Com We Are Harlot

#### Álbuns de estúdio
- We Are Harlot (2015)

### Artista Solo

#### Álbuns de estúdio
- The Long Road Home (2017)
- Shades of Blue (2019)